# Palingsound
Le palingsound est un genre unique ayant émergé aux Pays-Bas.  Le terme « Palingsound » est également souvent utilisé comme synonyme du genre palingpop dans son ensemble et fait référence à l'origine de nombreux artistes qui font de la musique de cette manière, la ville de Volendam, où vivent des pêcheurs d'anguilles. Le palingsound se réfère à un son mélodique et doux, parfois sentimental, avec des harmonies vocales étroites, combinées à des arrangements assortis et à un style de mixage en studio.

## Histoire

### Origines
The Cats (1964-1985) sont universellement reconnus comme les initiateurs du palingsound. The Cats sont le premier groupe de Volendamic à enregistrer un album. Leur style musical commence comme de la musique rythmique et évolue au fil des ans pour se concentrer davantage sur la mélodie et l'harmonie. Après le remplacement du chanteur principal par Piet Veerman en 1968, les éléments dramatiques de sa voix deviennent déterminants pour le son.
Avec leur musique lyrique, mélodique et quelque peu mélancolique, The Cats jettent les bases de ce qui allait être connu sous le nom de palingsound. Les arrangements du musicien de jazz Wim Jongbloed et les techniques de mixage d'Europe du producteur Klaas Leyen sont d'autres éléments qui allaient influencer le palingsound à partir de cette période dans la musique des Cats.

### Depuis les années 1970
Après le succès des Cats, le palingsound trouve de nombreux successeurs parmi les artistes de Volendamic. Des groupes tels que Maddog, Left Side, Next One et BZN reprennent le style et continuent d'accroître sa popularité auprès du grand public. Au fil du temps, le palingsound n'est plus seulement chanté en anglais, car les artistes néerlandophones commencent à l'adopter. Nick en Simon, Jan Smit, et Monique Smit en sont des exemples.

## Terminologie
Le style musical reçoit le nom de palingsound très tôt dans son histoire. La musique de The Cats était déjà qualifiée de palingsound en 1968. En mars 1968, Het Vrije Volk publiait un article mentionnant : « ... le son est, selon les experts, « un palingsound typique ». L'invention du nom est attribuée à Veronica DJ Joost den Draaijer. Den Draaijer invente le terme en référence à la pêche à l'anguille européenne, courante à Volendam. Le fait que Jan Buijs, manager de The Cats, apportait toujours de l'anguille européenne à Den Draaijer lorsqu'il venait au studio Veronica a également contribué à la création de ce nom.

## Polémique
Tous les musiciens de Volendamic n'ont pas réagi positivement au nom et au genre. Certains membres du groupe The Cats pensaient que le nom se moquait d'eux. Ils accepteront plus tard le nom après les nombreux succès qu'il leur a apportés. En 2008, une nouvelle controverse éclate lorsque le groupe 3JS a réagi avec frustration au fait que sa musique était qualifiée de palingsound. Ils affirment que leur musique n'était pas du tout typique du palingsound, bien qu'ils soient originaires de Volendam. Jaap Kwakman, un membre du groupe 3JS, édite l'article néerlandais de Wikipédia sur le palingsound pour en retirer 3JS.